# Ilford Photo

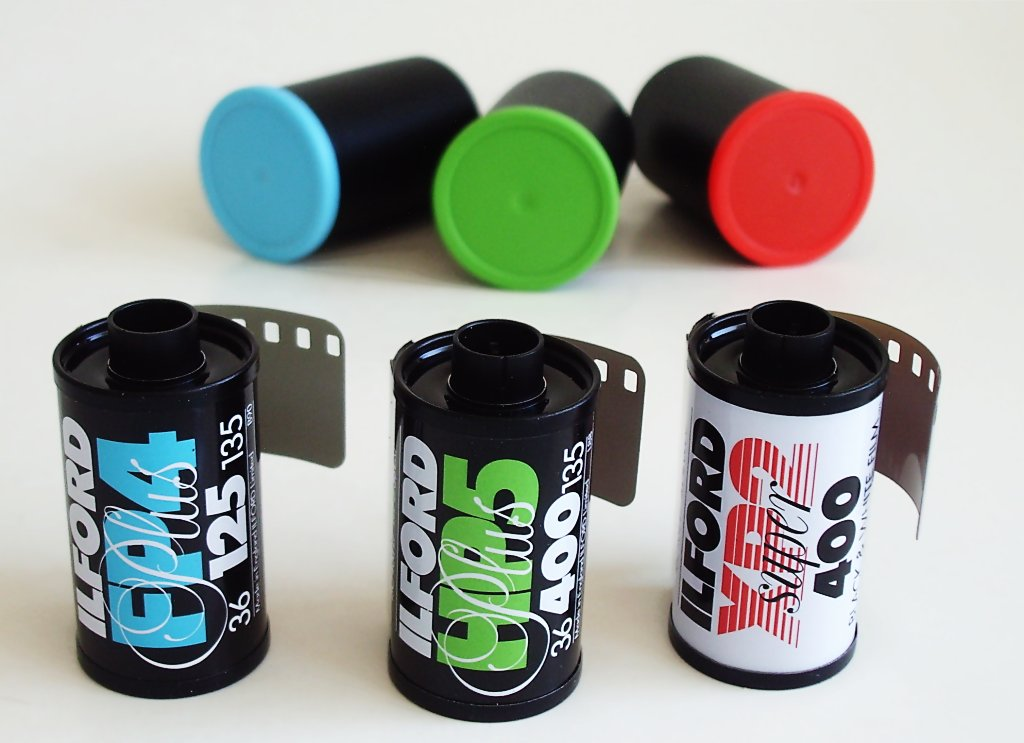
Filmes 35mm da Ilford Photo

Ilford Photo é uma empresa da Inglaterra com sede na cidade de Knutsford, Cheshire.
Dedica-se à produção de químicos, filmes e papel, principalmente material especializado para fotografia em preto e branco.

## Histórico
A empresa foi fundada en 1879 por Alfred Hugh Harman como Britannia Works, na cidade de Ilford, Inglaterra. Em 1902, a empresa passou a ter o nome da cidade, sendo então conhecida como Ilford Limited.